# Domenico Negri
Domenico Negri (fl. XVIII secolo)  è stato un confettiere e gelataio italiano attivo a Londra nella seconda metà del XVIII secolo.

## Biografia
Nel 1757, aprì un negozio di pasticceria in Berkeley Square sotto l'insegna At the Pineapple (all'ananas): a quel tempo, l'ananas era  un simbolo di lusso e ampiamente utilizzato come logo per pasticceri.
Molto stimato, ricevette il Royal Warrant, e fino alla morte, nel 1767, di Edouardo Augusto, duca di York, la sua carta di visita indicava la menzione Confectioner of His Royal  Highness the Duke of York.
Era noto anche per fornire un completo garden dessert, dessert monumentale di giardino composto con specchi, fontane di vetro di Murano, statuette di porcellana, pagode, albarelli e laghetti adornati di confetti, caramelle e altre leccornie.
Non si sa nulla della sua origine, ma vari documenti commerciali, conservati al British Museum, confermano il suo nome e la sua produzione. Su uno dei suoi biglietti da visita commerciali è possibile leggere la produzione del Negri dove sono elencate alcune delle sue specialità come la Naples diavolini e diavoloni, cedrati ices, all sort of ice, fruits and creams in the best italian manner.
Più tardi nel secolo, nel 1789, uno dei suoi apprendisti Frederick Nutt pubblicò un ricettario con ampie sezioni dedicate a gelati e granite.